# Kruševica (Chorwacja)
Kruševica – wieś w Chorwacji, w żupanii brodzko-posawskiej, w gminie Slavonski Šamac. W 2011 roku liczyła 1173 mieszkańców.